# Eduardo García de Enterría
Eduardo García de Enterría (Ramales de la Victoria, Cantàbria 1923- Madrid 16 de setembre de 2013) fou un jurista espanyol.

## Biografia
Nascut el 1923 al municipi càntabre de Ramales de la Victoria. Va estudiar Dret a la Universitat Complutense de Madrid i la Universitat de Barcelona i va ampliar posteriorment els estudis a Londres i Tubinga.
El 1947 fou designat lletrat del Consell d'Estat, per obtenir el 1962 la càtedra de Dret a la Complutense de Madrid. El 1950 fou nomenat director de la Revista de Administración Pública i el 1974 de la Revista Española de Derecho Administrativo, alhora que fou col·laborador i membre del consell de redacció de nombroses revistes europees.
Fou el primer jutge espanyol del Tribunal Europeu de Drets Humans d'Estrasburg entre 1978 i 1986, alhora que fou president de la Fédération International pour le Droit Européen (FIDE) i és fundador i president de l'Associació Espanyola per l'estudi del Dret europeu. El 1979 fou president de la IX Conferència de Dret europeu, pertanyent al Consell d'Europa. El 1994 fou nomenat membre de la Reial Acadèmia Espanyola de la Llengua.
García de Enterría ha participat en nombroses Comissions oficials redactores d'avantprojectes de lei i és visible la seva influència a la Constitució Espanyola de 1978. Entre 1988 i 1989 va formar part del Comité Louis, redactor d'avantprojectes per la Unió econòmica i monetària de la Unió Europea, així com membre d'un projecte de redacció de la Constitució Europea.
El 1984 fou guardonat amb el Premi Príncep d'Astúries de Ciències Socials per les seves investigacions al voltant del dret públic. Va ser, des de 1970, Acadèmic de Nombre de la Reial Acadèmia de Jurisprudència i Legislació i des de 1994 Acadèmic de Nombre de la Reial Acadèmia Espanyola; el seu discurs d'ingrés es va titular La lengua de los Derechos. La formación del Derecho Público europeo tras la Revolución Francesa. També fou membre de l'Accademia Nazionale dei Lincei des d 2004.

## Obres
- Revolución Francesa y Administración contemporánea
- Legislación delegada, potestad reglamentaria y control judicial
- Las formas comunitarias de propiedad forestal y su posible proyección futura
- La administración española
- La lengua de los derechos
- La lucha contra las inmunidades del Poder en el Derecho administrativo
- La batalla por las medidas cautelares
- Código de las Leyes Administrativas
- La responsabilidad patrimonial del Estado legislador en el Derecho español
- Democracia, jueces y control de la Administración
- La Constitución como norma y el Tribunal Constitucional
- Los principios de la nueva Ley de Expropiación Forzosa
- La responsabilidad patrimonial del Estado legislador en el Derecho español
- Legislación delegada, potestad reglamentaria y control judicial
- Código de la Unión Europea
- Las transformaciones de la justicia administrativa
- Hamlet en Nueva York; autores, obras, países. Escritos literarios
- De montañas y hombres
- Fervor de Borges